# Torneo Gran Alternativa
Il torneo Gran Alternativa (dallo spagnolo Grande Alternativa), comunemente chiamato semplicemente Gran Alternativa, è un torneo annuale, promosso dalla CMLL, una delle due principali federazioni di wrestling messicane, assieme all'Asistencia Asesoría y Administración.
Il torneo, svoltosi in diversi formati e con regole differenti, è riservato a coppie di lottatori maschi.
È stato tenuto continuativamente dal 1994, salvo nel 1997, nel 2000 e nel 2002, anni in cui le rispettive edizioni del torneo non si sono svolte.
Nel 1996 e nel 1999 il torneo è stato tenuto in due occasioni: in entrambi i casi la seconda edizione si è svolta sul finire dell'anno e quella dell'anno immediatamente successiva non si è svolta.
Al 2012 il lottatore che più volte ha trionfato nel torneo è Último Guerrero, con tre vittorie, tutte con lottatori diversi. Nessuna coppia ha vinto più di una volta il torneo.

## Vincitori
Di seguito si elencano le coppie vincitrici del torneo con l'anno in cui la vittoria è stata conseguita:
- 1994: Hector Garza (1) e Negro Casas.
- 1995: Shocker e Silver King.
- 1996: Chicago Express e Bestia Salvaje.
- 1996 (2): Rey Bucanero ed Emilio Charles Jr. (1).
- Edizione non tenutasi.
- 1998: Tony Rivera ed Emilio Charles Jr. (2).
- 1999: Último Guerrero (1) e Blue Panther.
- 1999 (2): Tigre Blanco e Felino.
- Edizione non tenutasi.
- 2001: Sicodélico Jr. ed Olimpico.
- Edizione non tenutasi.
- 2003: Alan Stone e Villano IV.
- 2004: Mistico (1) ed El Hijo Del Santo.
- 2005: La Mascara ed Atlantis.
- 2006: Misterioso II e Perro Aguayo Jr.
- 2007: Mistico (2) e La Sombra.
- 2008: Dragon Rojo Jr. ed Ultimo Guerrero (2).
- 2009: Yujiro ed Okumura.
- 2010: Polvora ed Hector Garza (2).
- 2011: Escorpion ed Ultimo Guerrero (3).
- 2012: Euforia ed El Terrible.